# Who Dominates Who?
Albums de Accu§er
The Conviction
(1987) Double Talk
(1991)
Who Dominates Who? est le second album studio du groupe de thrash metal allemand Accu§er sorti en avril 1989.

## Liste des titres
| No | Titre               | Durée |
| -- | ------------------- | ----- |
| 1. | Master of Disaster  | 7:47  |
| 2. | Who Pulls the Wire? | 4:16  |
| 3. | Elected to Suffer   | 6:39  |
| 4. | Symbol of Hate      | 5:34  |
| 5. | Who Dominates Who?  | 5:14  |
| 6. | Bastard             | 6:09  |
| 7. | Called to the Bench | 8:22  |

| 8. | Black Suicide        | 6:16 |
| 9. | Terroristic Violence | 7:59 |

| 8. | Black Suicide    | 6:14 |
| 9. | Technical Excess | 8:00 |

Toutes les morceaux ont été écrits par Arno Wagner, Rudiger Woll & Eberhard Weyel.

## Composition du groupe
- Eberhard Weyel - Chant & basse.
- Frank Thoms - Guitare rythmique & second chant.
- René Schütz - Guitare solo.
- Volker Borchert - Batterie.

## Sources
1. ↑  (en) « Accu§er », Renascimento Do Metal, no 27,‎ décembre 1989, p. 15 (lire en ligne, consulté le 8 février 2021).
2. ↑  , discogs.com